# Malá Čermná
Malá Čermná (1525–1674 auch Malá Německá Čermná, auch Malá Čermá; deutsch Klein Tscherma auch Kleintschermna; Deutsch Tscherma) ist ein Ortsteil der Gemeinde Hronov im Okres Náchod in der Region Hradec Králové in Tschechien. Es liegt rund 4,5 Kilometer südöstlich von Hronov. Bis 1674 bildete es eine Einheit mit dem seit 1945 zu Polen gehörenden Czermna (Tscherbeney).

## Geographie
Malá Čermná liegt seit 1945 unmittelbar an der Grenze zu Polen, von der es im Norden, Osten und Südwesten umgeben ist. Tschechische Nachbarorte sind Žďárky im Nordwesten, Malé Poříčí (Klein Poritsch) im Südwesten und Velké Poříčí sowie Hronov im Nordwesten. Jenseits der Grenze liegen im Nordosten Pstrążna und Czermna, im Osten Kudowa-Zdrój, im Südosten Zakrze und im Südwesten Słone.

## Geschichte
Malá Čermná war ursprünglich der ungeteilte südliche Teil der Ortschaft Tscherbeney, mit der es bis 1674 eine Einheit bildete und deshalb bis dahin eine gemeinsame Geschichte hat. Tscherbeney/Čermná wurde erstmals 1354 in den Konfirmationsbüchern des Erzbistums Prag erwähnt und gehörte bis 1477 zum Königgrätzer Kreis. 1477 gelangte es an die Herrschaft Hummel und mit dieser zusammen an die Grafschaft Glatz. Auf dem Gebiet des späteren Malá Čermná befand sich ein Lehnsgut, das ein kleiner Rittersitz war, der als „Hartwig“ (Hartvík) bzw. „Černík“ und von 1477 bis 1674 auch als „Malá Německá Čermná“ bezeichnet wurde.
Dieses Lehnsgut bestand aus einer Feste (Tvrziště, auch Tvrdiště), die in der zweiten Hälfte des 15. Jahrhunderts im Besitz des Ernst/Arnošt von Krawa war. Ihm folgte Georg/Jiřík von Všestary, von dem es auf dessen Söhne Rafuš und Alexius/Aleš überging. Wie sich aus einer Urkunde vom 2. Juni 1477 ergibt, verkauften sie die Feste an Herzog Heinrich d. Ä., der ein Sohn des böhmischen Königs Georg von Podiebrad und u. a. im Besitz der Herrschaften Náchod und Hummel sowie der Grafschaft Glatz war. Er errichtete anstelle der Feste einen Freihof, zu dem u. a. Äcker, Wiesen, Wälder und Teiche sowie alles, was ursprünglich im Besitz der Feste gewesen war, gehörte. Nachfolgend vergab er den Freihof als Erblehen seinem Diener Simon Sudlitz von Žernov, der von 1474 bis 1480 das Amt des Náchoder Burggrafen und 1491/1500 des Burghauptmanns bekleidete. Dessen Tscherbeneyer Lehngut Černík bzw. Hartwig ist in einem Eintrag der Landtafel aus dem Jahre 1500 enthalten. 1513 erbte es Jan, ein Sohn des Simon Sudlitz, der seinem Bruder Jakob/Jakub die Feste mit einem Hof sowie das wüste Dorf Passendorf überließ, das seit 1494 mit diesem Lehngut verbunden war. Am 25. Januar 1525 verkaufte Jakob von Sudlitz dieses Lehngut sowie Passendorf dem Besitzer der Herrschaft Nachod, Johann Špetle von Pruditz (Jan Špetle z Prudic a ze Žlebů), der das erworbene Gut seinem Diener Tobias Slansky von Doubravice (Tobiáš Slanský z Doubravic) schenkte und es zugleich emphyteutisch umsetzte. Im selben Jahr ist als Ortsbezeichnung «Deutsch-Tscherbeney» (Německá Čermná) belegt, wodurch für den Černík-Hof auch die Bezeichnung «Malá Německá Čermná» aufkam, obwohl beide Ortsteile damals noch eine Einheit bildeten. 1544 erbte das Gut Bohuslav von Doubravice, ein Sohn des Tobias. 1592 war es in der Hand des Vladiken Wenzel/Václav Amcha von Borovnice auf „Deutsch-Tscherbeney“, der ein Verwandter des Bohuslav von Doubravice war. Ende des 16. Jahrhunderts war es im Besitz der Sendražský von Sendražice. 1616 verkaufte Katharina von Sendražice den Besitz dem Franz von Hobrik und Dibsdorf (František z Hobriku a na Dibsdorfu). Von Hedwig von Hobrik (Hedviká Hobriková, rozena z Opšacu) erwarb deren Besitz Anna Maria von Sendražice, ebenfalls eine geborene von Opšac, die ihn 1637 wiederum der Katharina von Sendražice verkaufte. 1640 besaß Jan Siegmund von Sendražice Malá Čermná und sechs Jahre später wiederum Anna Maria von Sendražice. Im Dreißigjährigen Krieg fielen am 21. Mai 1646 die Kaiserlichen in Malá Čermná ein. 1650 war Malá Čermná im Besitz des Adam von Sendražice und 1653 des Ritters Bohuslav Adam von Sendražice. Er verkaufte den Besitz 1653 dem Heinrich von Bubna. Für das Jahr 1669 ist der Ritter Karl Christoph von Ullersdorf (Karel Kryštof z Ullersdorfu) als Besitzer verzeichnet. Er verkaufte am 27. November d. J. Malá Čermná mit allem Zubehör sowie allen Rechten und Pflichten der Juliane Rosalie von Bubna (Juliáná Rozálie z Bubna, rozená ze Šmídu), der Ehefrau des Ritters Albrecht von Bubna. Für 3500 Rheinische Gulden wechselte der Besitz mit allen Rechten und Pflichten sowie den 27 zugehörigen Beisassen im Jahre 1674 an die Stadt Náchod.
Erst mit diesem Übergang an die Stadt Náchod entstand auf dem Gebiet des bisherigen Freihofs bzw. Rittersitzes Černík/Hartwig („svobodný dvůr nebo rytířské sidlo zvané Hartvik“) das eigenständige Dorf „Kleintscherma“ bzw. „Malá Čermná“, das nun nicht mehr zur Grafschaft Glatz gehörte.
Obwohl die Stadt Nachod den Kaufpreis bis 1678 vollständig bezahlt hatte, erfolgte der entsprechende Eintrag in der Landtafel aus unbekannten Gründen erst im Jahre 1730. Ab 1763 grenzte Malá Čermná an Preußen, an das die Grafschaft Glatz nach dem Hubertusburger Frieden gefallen war. 1780 wurden auch die kirchlichen Grenzen den politischen angepasst. Seit dieser Zeit gehört Malá Čermná zur Pfarrei Hronov. 1836 bestand Malá Čermná aus 197 Einwohnern, die in 34 Häusern wohnten. Außerdem waren eine Mühle, eine Branntweinbrennerei und ein Gasthof vorhanden. Nach der Aufhebung der Patrimonialherrschaften wurde 1848 die Grundherrschaft aufgelöst, wodurch die Untertänigkeit zur Stadt Náchod erlosch. 1850 wurde Malá Čermná eine selbständige Gemeinde. Um 1890 erhielt es eine Schule und 1909/10 wurde in Malá Čermná durch die Breslauer Firma Schein & Co. nach Kohle gesucht und bei den Vorarbeiten eine alkali- und salzhaltige Quelle entdeckt, die jedoch bis heute nicht genutzt wird.
Von wirtschaftlicher Bedeutung waren neben der Landwirtschaft die Hausweberei und später die Textilfabriken in Velké und Malé Poříčí. Durch die unmittelbare Nähe zu Bad Kudowa spielte auch die Beherbergung von Kurgästen sowie die Gastronomie eine wirtschaftliche Rolle. 1932 bestanden zwei Gemischtwarenhandlungen, ein Tabakgeschäft und ein Gasthaus sowie die bekannten Hotels „U dobré Nálady“ und „Bohemia“.
Seit der Gründung der Tschechoslowakei 1918 bestand in Malá Čermná ein Zollamt. Nachdem als Folge des Zweiten Weltkriegs fast ganz Schlesien 1945 an Polen gefallen war, wurde diskutiert, ob Malá Čermná, das nun von drei Seiten unmittelbar an Polen grenzte, ebenfalls an dieses fallen sollte. Vermutlich weil sich die Bewohner dagegen aussprachen, blieben die Grenzen unverändert. Nach dem Februarumsturz 1948 wurde das Zollamt geschlossen und die Grenze zwischen der Tschechoslowakei und Polen hermetisch abgeschlossen. 1960 verlor Malá Čermná seine Selbständigkeit und wurde an die Gemeinde Hronov angeschlossen. Ein Jahr später erfolgte die Einstellung des Schulbetriebs in Malá Čermná.

## Sehenswürdigkeiten
- Bildstock mit Kreuzigungsgruppe aus dem Jahre 1887.
- Kriegerdenkmal für die Gefallenen des Ersten Weltkriegs, aufgestellt 1925.
- Glockenturm aus dem Jahre 1934. Den erforderlichen Grund stiftete Josef Dörfler, der Besitzer des Hotels Bohemia.